# Simfonia núm. 5 (Schubert)
La Simfonia núm 5 en si bemoll major, D.485, de Franz Schubert, va ser composta principalment durant el setembre de 1816 i completada el 3 d'octubre del mateix any. No es va estrenar fins a l'any 1841, tretze anys després de la mort del compositor. Està molt influït per l'obra de Mozart del que Schubert va lloar: "O Mozart, Mozart immortal, quantes incomptables impressions d'una vida brillant, d'una vida millor has estampat sobre les nostres ànimes".
Consta de quatre moviments:
1. Allegro en si bemoll, en compàs de 2:2.
2. Andante con moto en mi bemoll, en compàs de 6:8.
3. Minuet. Allegro molto en sol menor, en compàs de 3:4, amb un trio en sol major.
4. Allegro vivace en si bemoll, en compàs de 2:4.

La instrumentació és molt lleugera, fins al punt que no hi calen clarinets, trompetes ni timbales.
El primer moviment està bastit en una inusual forma sonata, atès que la recapitulació comença, com en el cas del primer moviment de la Sonata per a piano núm. 16 de Mozart, en la subdominant, i no en la clau principal de la peça com és habitual.
Audio playback is not supported in your browser. You can download the audio file.
El segon moviment, més lent (Andante) presenta un tema amb dues estrofes repetides, lleugerament pròxim al tema en la bemoll de la Simfonia núm. 40 de Mozart. També hi ha una forta similitud entre els temes d'inicials d'aquest moviment i l'últim moviment de la Sonata per a violí en fa major, K. 377 de Mozart. Sense pausa hi ha una modulació vers do bemoll, que és molt característica de Schubert, fins i tot a l'edat de 19 anys. El retorn al tema principal és directe, passant a través de sol menor en el camí; després hi ha una repetició de la modulació, aquesta vegada en la tonalitat de fa sostingut amb un retorn encara més immediat.
El minuet gaudeix del cromatisme —però no de la polifonia— del minuet de la Simfonia núm. 40 de Mozart. La progressió usada al bell mig del moviment per a modular està emprada directament de l'esmentada simfonia —utilitzant el mateix esquema (una gradual superposició d'instruments) cap a l'acord dominant de setena. El trio és completament tranquil, i només de manera gradual va incorporant instruments, començant només amb el fagot i les cordes, evocant un ambient pastoral.
El finale és una sonata en la qual el principal tema té una secció repetida, en la qual els instruments de vent repeteixen sovint els temes introduïts per les cordes amb lleugeres variacions (o a l'inrevés en la recapitulació). No té coda.